# Reims
Reims es una ciudad y una comuna francesa situada a unos 130 km al este de París, en el departamento de Marne, en la región de Gran Este. Con una población de unos 180 mil habitantes, es la mayor ciudad de su departamento, aunque no es capital.

## Toponimia
El topónimo en francés es Reims (pronunciado: /ʁɛ̃s/), Rheims en escritura medieval. La ciudad toma su nombre de la tribu de los remos (Rēmi o Rhēmi). El nombre francés moderno deriva del caso acusativo del último, Rēmos.

## Geografía
Está ubicada en el noreste de Francia, a 129 km al este de París, en una llanura en la ribera derecha del río Vesle, afluente del Aisne, y sobre el canal que conduce el Aisne al Marne. Al sur y a occidente se eleva la Montaña de Reims, y en esa misma dirección se encuentran los viñedos de Champaña. La superficie de la comuna es de 47,02 km².

### Transportes
La ciudad de Reims es accesible por la autopista A4 procedente de París al oeste, de Metz y de Estrasburgo al este, por la autopista A26 procedente de Lille y de Calais en el norte, de Troyes y de Lyon en el sur y por la autopista A34 procedente de Charleville-Mézières y de Bélgica por el norte.

## Historia

### Edad Antigua

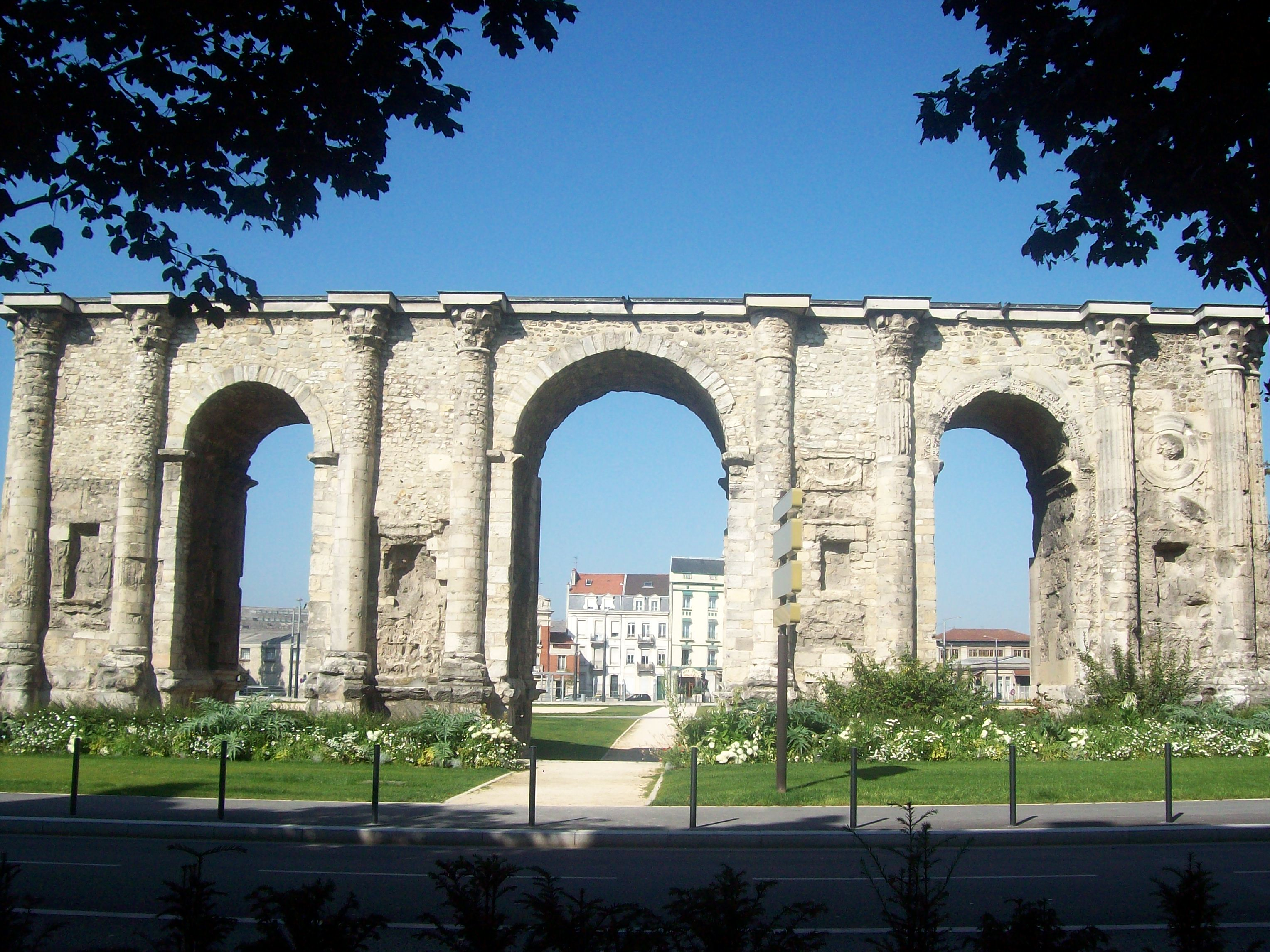
Puerta de Marte, que pertenece al o al "

Antes de la conquista romana de la Galia septentrional, Reims era la capital de la tribu de los remos, fundada alrededor del 80 a. C. En el transcurso de la conquista de la Galia por Julio César (58-51 a. C.), los remos se aliaron con los romanos, y por su fidelidad a lo largo de varias insurrecciones galas se aseguraron el favor especial del poder imperial. En el momento álgido de los tiempos romanos la ciudad tenía una población que iba de los 30 000 a los 50 000 habitantes, o quizá llegó hasta los 100 000. Reims fue llamada primero Durocórtoro Durocortorum en latín, que según una hipótesis deriva de un nombre galo que quería decir «puerta de Cortoro».
En el año 254 cayó el limes de la Germania Superior, y hacia el año 259 se produjo la llegada de importantes contingentes bárbaros en Bélgica. El cristianismo estaba establecido en la ciudad para el año 260, período en el que san Sixto de Reims fundó la diócesis de Reims (que se elevaría a arquidiócesis alrededor de 750). Entre 268 y 278 el interior de la Galia fue saqueado y algunos grupos llegaron hasta Hispania. Hacia el año 278, la frontera fue restablecida por el emperador Probo.
Fue en ese contexto, a finales del siglo III o principios del IV, cuando se construyen las murallas alrededor de Reims, apoyadas en los cuatro arcos triunfales construidos en el cardo y el decumanus, arcos que así se ven convertidos en puertas de la muralla. De estas se conserva hoy en día la puerta de Marte (porte de Mars o porte Mars), así llamada por encontrarse ubicada cerca de un templo de Marte. Las murallas estaban reforzadas por un talud de unos diez metros de ancho y un foso. La construcción de semejante sistema defensivo requirió el derribo de varios edificios, tanto para abrir espacio como para obtener materiales.

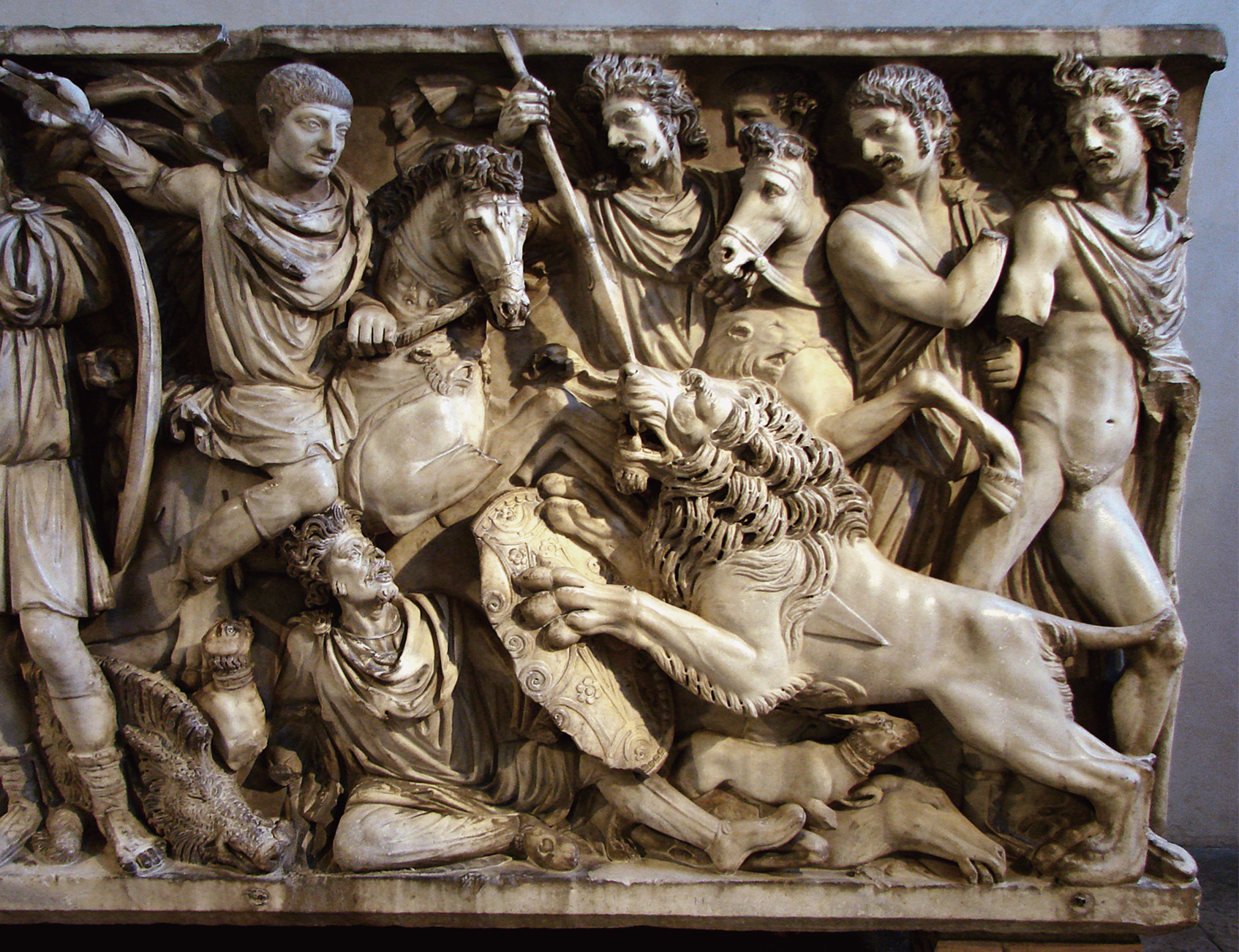
Sarcófago de Jovino (Museo de Saint-Remi)

El cónsul Jovino, un influyente defensor de la nueva fe, rechazó a los alamanes que invadieron Champaña en 336. El obispo Nicasio construyó una primera catedral en la primera mitad del siglo V sobre las antiguas termas galorromanas. Este edificio ya estaba dedicado a la Santa Virgen. En 406 la ciudad fue tomada por los vándalos, que mataron al obispo Nicasio; y en 451 Atila el huno pasó Reims a fuego y espada. Fue en aquella primitiva catedral donde tuvo lugar en el año 498 el bautismo de Clodoveo I, primer rey de los francos, por el obispo Remigio de Reims.

### Edad Media

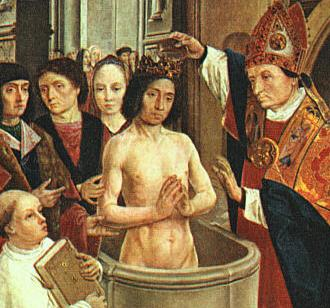
Maestro de Saint Gilles, El bautismo de Clodoveo (detalle), c. 1500 (Galería Nacional de Arte)

En 496 —diez años después de que Clodoveo, rey de los francos salios, obtuviese su victoria en Soissons (486)— el obispo Remigio de Reims lo bautizó usando el aceite del vial sacro–supuestamente llevado desde el cielo por una paloma para el bautismo de Clodoveo y posteriormente conservado en la abadía de San Remigio. Durante siglos los acontecimientos de la coronación de Clodoveo I se convirtieron en un símbolo usado por la monarquía para reclamar el derecho divino a reinar.

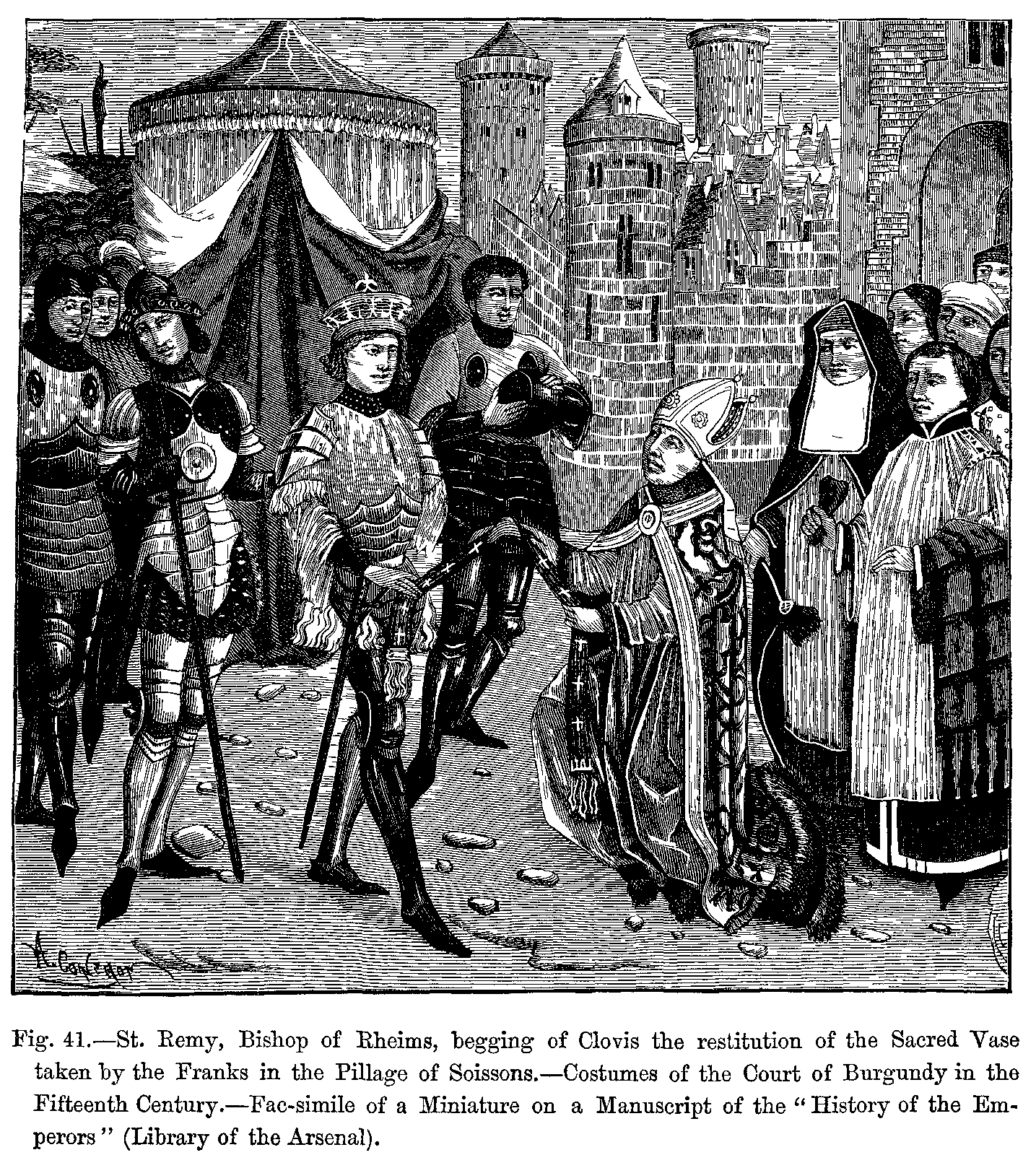
San Remigio, obispo de Reims, rogando a Clodoveo la restitución del Sagrado Vaso tomado por los francos en el pillaje de Soissons. — Los trajes son los propios de la corte de Borgoña en el. — Facsímil de una miniatura en un manuscrito de la Historia de los emperadores (Biblioteca del Arsenal).

Hacia los siglos VI y VII las murallas de la ciudad protegían una superficie de 60 hectáreas.
En Reims se produjeron reuniones entre el papa Esteban II (752-757) con Pipino el Breve, y del papa León III (795-816) con Carlomagno (m. 814). En 816 Ludovico Pío, hijo de Carlomagno, eligió Reims para su consagración como emperador por el papa Esteban IV. La importancia que esto otorga a la ciudad lleva al arzobispo Ebón (816-835) a iniciar en ese mismo año 816 las obras de una nueva catedral para reemplazar al edificio del siglo V. Para la construcción se utilizaron piedras de las murallas, siendo muestra de la sensación de seguridad que había en la época. Fue continuada por el arzobispo Hincmaro (845-882) y consagrada en 862. El cronista Flodoardo la describe como un edificio imponente, con pavimento de mármol, bóvedas pintadas, vidrieras, un frontón adornado con mosaicos y techo de plomo.
Pero los ataques normandos obligan a restaurar las murallas entre los años 883 y 887, para lo cual se emplearon también las piedras de una iglesia destruida por los normandos. El recinto fortificado continuaba cubriendo unas 60 hectáreas.
El rey Luis IV (r. 936–954) dio la ciudad y el condado de Reims al arzobispo Artaldo en 940. El rey Luis VII (r. 1137-1180) dio el título de duque y par a Guillermo de Champaña, arzobispo de 1176 a 1202, y los arzobispos de Reims ganaron precedencia sobre los otros pares del reino eclesiásticos.
Para el siglo X, Reims se había convertido en un centro de cultura intelectual. El arzobispo Adalberón (969-988), secundado por el monje Gerberto (después, de 999 a 1003, papa Silvestre II), fundó escuelas que enseñaron las clásicas «artes liberales». Adalberón también desempeñó un papel destacado en la revolución dinástica que elevó a la dinastía de los Capetos al trono, sustituyendo a los carolingios.
Los arzobispos conservaron la importante prerrogativa de ser los responsables de la consagración de los reyes de Francia, un privilegio que ejercieron, excepto en unos pocos casos, desde la unción de Felipe II Augusto en 1179 hasta la de Carlos X en 1825. El Palacio de Tau, construido entre 1498 y 1509 y en parte reconstruido en 1675, serviría más adelante como palacio arzobispal y como la residencia de los reyes de Francia con ocasión de sus consagraciones, celebrándose banquetes reales en la Salle du Tau.

Jean-Auguste-Dominique Ingres, Juana de Arco en la coronación de Carlos VII, 1854 (Louvre)

Luis VII (r. 1137-1180) otorgó a la ciudad una carta comunal en 1139. En virtud del tratado de Troyes (1420) la cedió a los ingleses, quienes habían hecho un fútil intento de tomarla por asedio en 1360; pero los patriotas franceses los expulsaron cuando se acercó Juana de Arco, quien en 1429 hizo que consagraran a Carlos VII en la catedral. Luis XI reprimió cruelmente una revuelta en Reims en 1461, motivada por el impuesto sobre la sal.

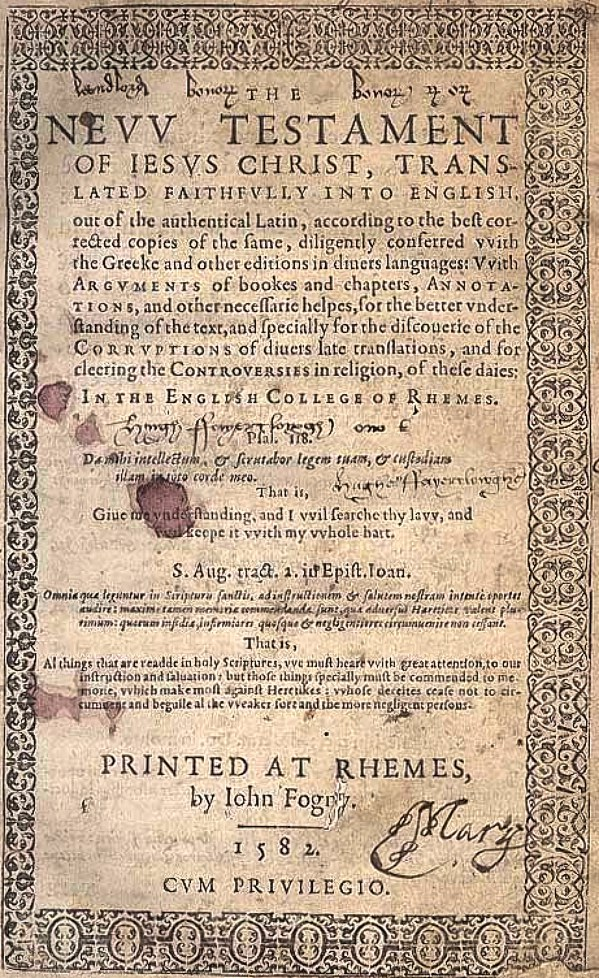
El Nuevo Testamento de la Biblia Douay-Rheims fue impreso en Reims en 1582.

Durante las guerras de religión de Francia (1562-1598), la ciudad se alineó con la Liga Católica (1585), pero después de la batalla de Ivry (1590) se sometió al rey Enrique IV. Aproximadamente en la misma época, el Colegio Inglés había estado «en Reims durante algunos años».

### Edad Moderna
En Reims nace el 30 de abril de 1651 san Juan Bautista de la Salle, fundador de la orden religiosa de los Hermanos de las Escuelas Cristianas. La ciudad se vio afectada por una epidemia en el año 1635, y de nuevo en 1668, seguido por otra de tifus en 1693-1694. La construcción del Ayuntamiento (Hôtel de Ville) se remonta al mismo siglo. La plaza Real (Place Royale) se construyó en el siglo XVIII.

### Edad Contemporánea
Durante la Revolución francesa, algunas de las masacres de septiembre de 1792 tuvieron lugar en Reims.
En las invasiones de la guerra de la Sexta Coalición en 1814, los ejércitos aliados antinapoleónicos tomaron y volvieron a tomar Reims. «En 1852, los Ferrocarriles del Este completaron la línea principal París-Estrasburgo con un ramal a Reims y Metz». Durante la guerra franco-prusiana (1870-1871), los victoriosos alemanes la convirtieron en la sede de un gobernador general y la empobreció con intensas decomisos. En 1874 comenzó en las cercanías la construcción de una cadena de fuertes separados, habiendo seleccionado el Ejército francés Reims como una de las principales defensas de los acercamientos a París desde el norte. Mientras tanto, el inventor y manufacturero británico Isaac Holden había abierto fábricas en Reims y Croix, que «para los años 1870 [...] estaban produciendo casi 12 millones de kilogramos de lana cardada al año [...] y alcanzaba el 27 por ciento de toda la lana consumida por la industria francesa».

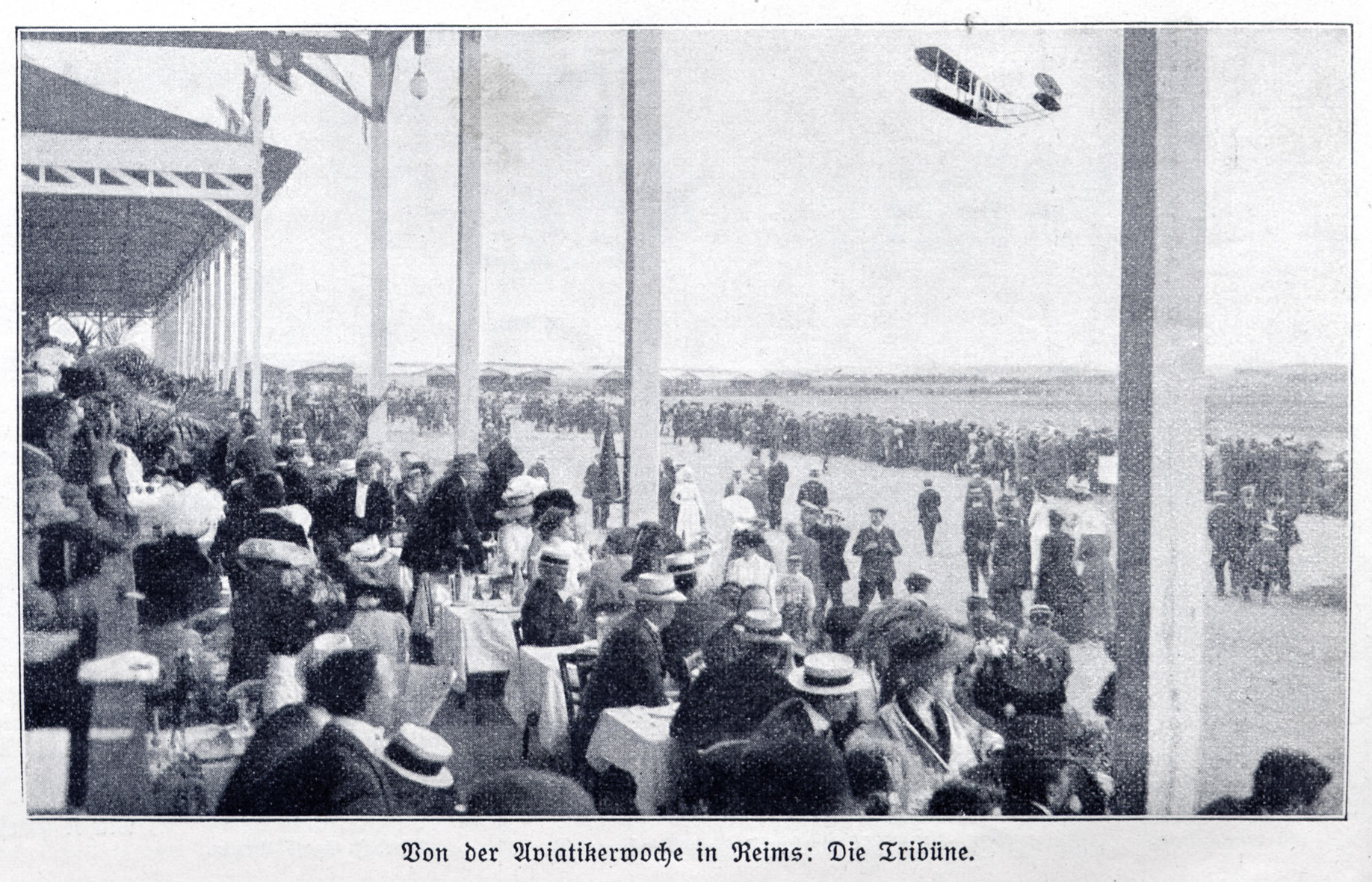
Un mes después de que Blériot cruzase el canal de la Mancha en un biplano, la semana de aviación en Reims (agosto de 1909) captó una atención especial.

El 30 de octubre de 1908, Henri Farman hizo el primer vuelo campo a través desde Châlons a Reims. En agosto de 1909 Reims albergó el primer encuentro de aviación internacional, la Grande Semaine d'Aviation de la Champagne. Participaron grandes personajes de la aviación como Glenn Curtiss, Louis Blériot y Louis Paulhan.

#### Las guerras mundiales en elsigloXX
Las hostilidades de la Primera Guerra Mundial (1914-1918) dañaron gran parte de la ciudad. El bombardeo del Ejército Imperial Alemán y posterior incendio en 1914 dañó intensamente la catedral. La catedral arruinada se convirtió en una de las imágenes centrales de la propaganda antialemana producida en Francia durante la guerra, que lo presentó, junto con las ruinas del Lonja de Paños de Ypres y la biblioteca de la Universidad de Lovaina, como evidencia de que la agresión alemana se centraba en hitos culturales de la civilización europea.

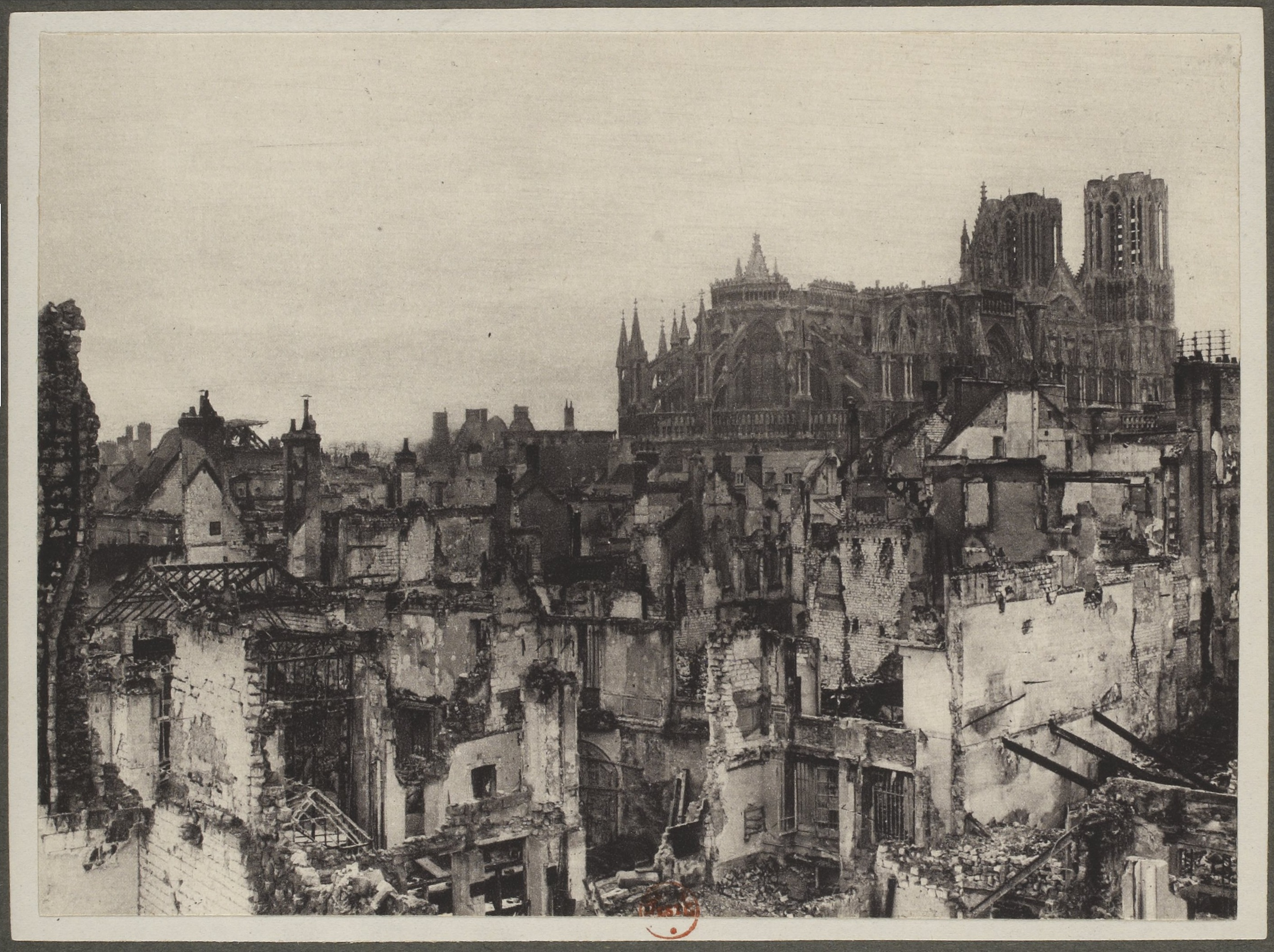
Destrozos en Reims en 1916 producto de la Primera Guerra Mundial

Desde finales de la Primera Guerra Mundial hasta la actualidad, ha continuado un esfuerzo internacional por restaurar la catedral de las ruinas. Gran parte de la catedral fue destruida por los aviones alemanes, pero gracias al esfuerzo de los ciudadanos, fue reconstruida, abriéndose de nuevo en 1938, gracias en gran parte por las donaciones de la familia Rockefeller. El palacio de Tau, la iglesia de Santiago y la abadía de San Remigio también fueron protegidos[cita requerida] y restaurados. La colección de edificios conservados y las ruinas romanas siguen siendo impresionantes.

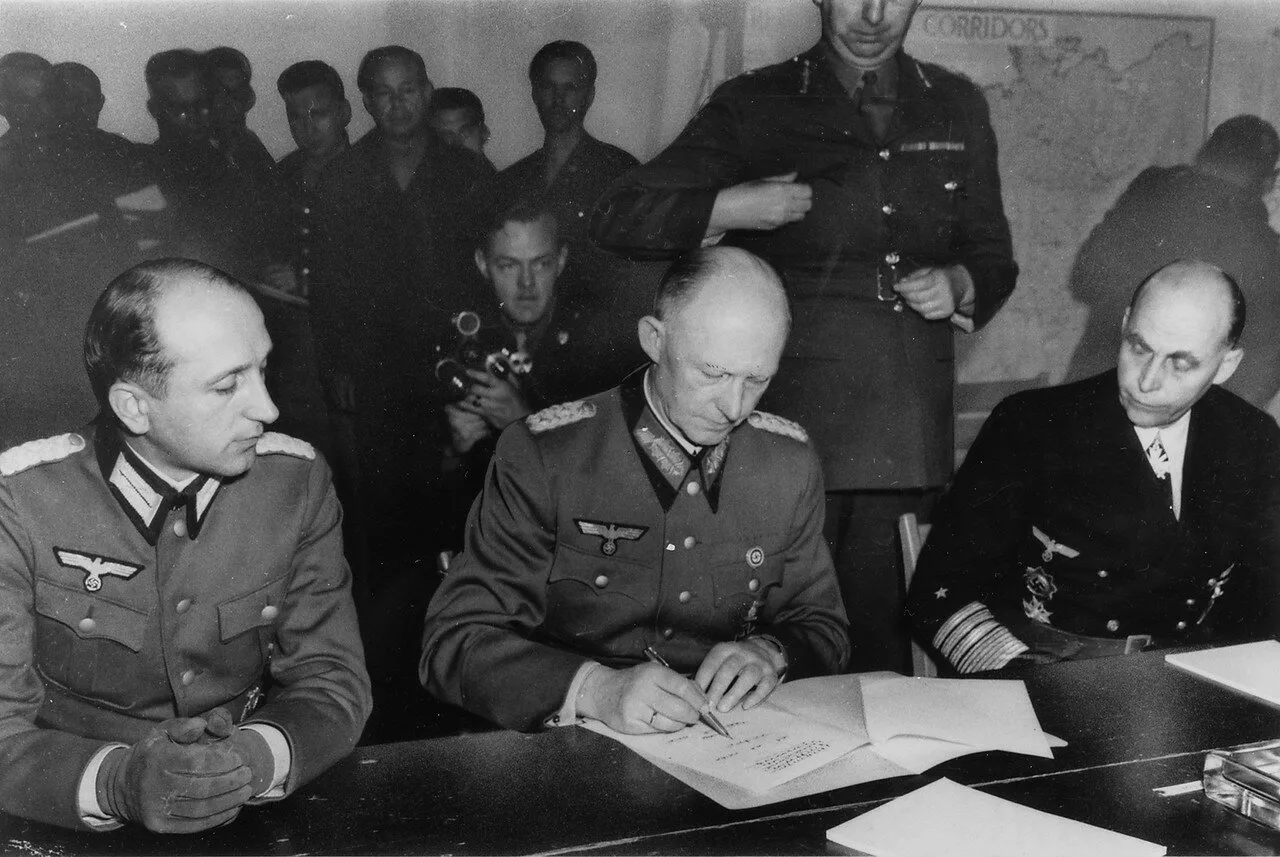
Rendición alemana el 7 de mayo de 1945 en Reims

Durante la Segunda Guerra Mundial (1939-1945) la ciudad sufrió daños adicionales. En la mañana de 7 de mayo de 1945, a las 2:41, el general Eisenhower y los aliados recibieron la rendición incondicional de la Wehrmacht alemana en Reims. El general Alfred Jodl, jefe de Estado Mayor alemán, firmaron la rendición en el Cuartel general supremo de la Fuerza expedicionaria aliada (SHAEF) como el representante del presidente alemán Karl Dönitz.
El estadista británico Leslie Hore-Belisha murió de hemorragia cerebral mientras daba un discurso en el Hôtel de Ville en febrero de 1957.

## Demografía
| 32 334 | 30 225 | 31 779 | 31 080 | 40 776 | 38 959 | 43 905 | 45 754 | 48 350 | 52 394 | 58 905 | 70 434 | 81 328 | 93 823 | 97 903 | 104 186 | 107 963 | 108 385 |
| Para los censos de 1962 a 1999 la población legal corresponde a la población sin duplicidades (Fuente: INSEE [Consultar]) |        |        |        |        |        |        |        |        |        |        |        |        |        |        |         |         |         |

| 109 859 | 115 178 | 76 645 | 100 998 | 112 820 | 116 687 | 110 749 | 121 145 | 133 914 | 152 967 | 178 381 | 177 234 | 180 620 | 187 206 | 183 837 | 182 592 |
| Para los censos de 1962 a 1999 la población legal corresponde a la población sin duplicidades (Fuente: INSEE [Consultar]) |         |        |         |         |         |         |         |         |         |         |         |         |         |         |         |

## Patrimonio

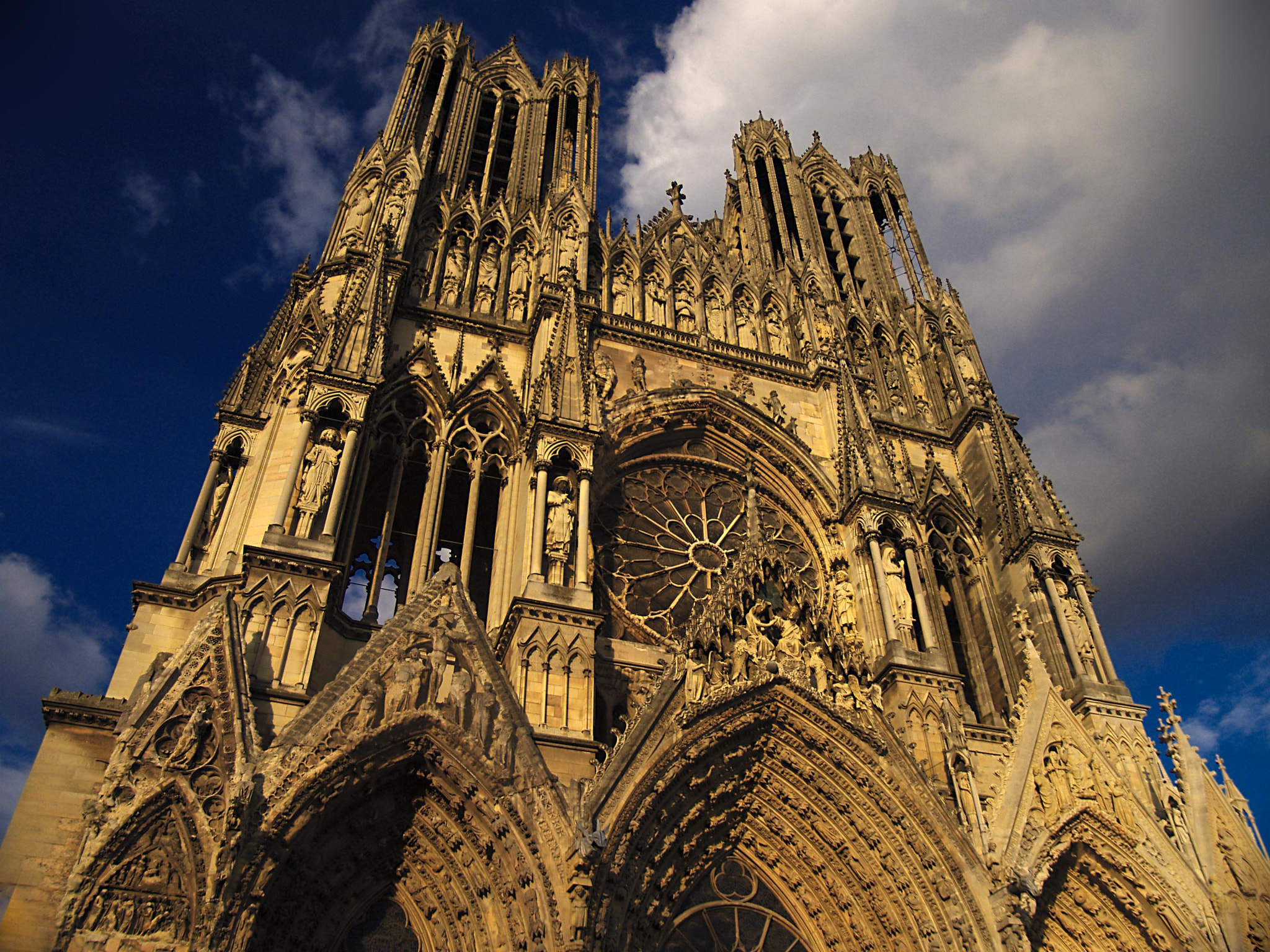
Catedral de Reims

Los principales lugares de Reims son la place Drouet-d'Erlon, la place Royale, en el centro, donde se encuentra una estatua de Luis XV, y la place du Parvis, donde hay una estatua de Juana de Arco. La rue de Vesle, la arteria más importante, atraviesa la ciudad de suroeste a noreste. 

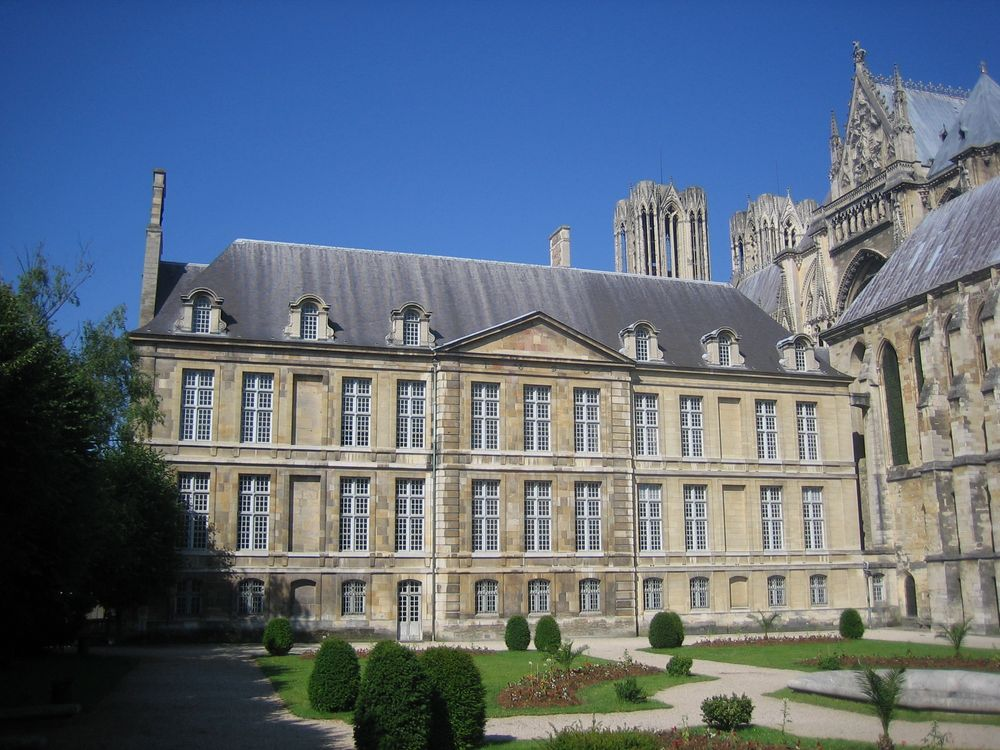
Palacio de Tau

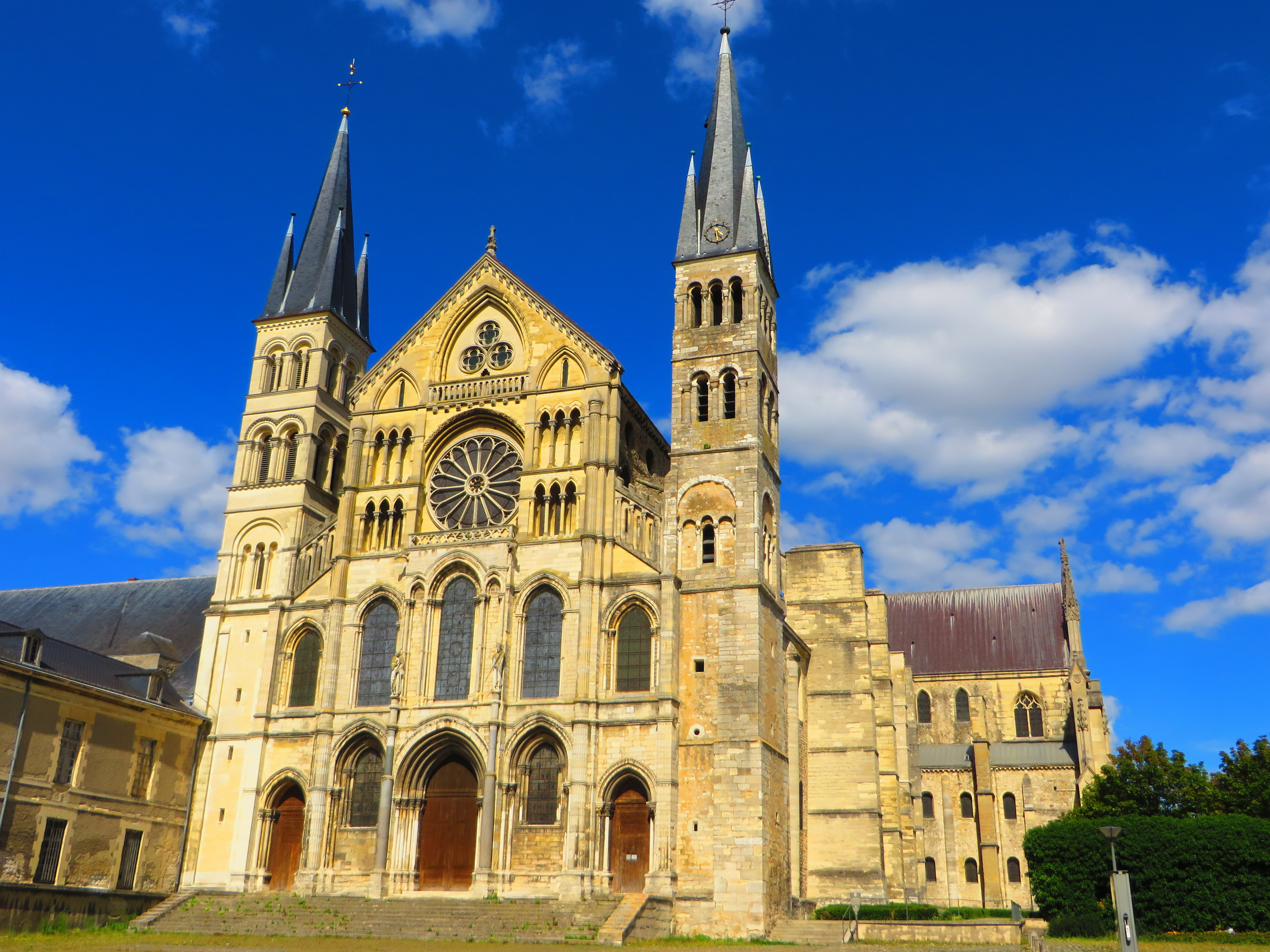
Basílica de San Remigio

Reims quedó gravemente dañada por los bombardeos de la Primera Guerra Mundial; aun así, la ciudad conserva destacados edificios, monumentos e iglesias. Entre otros, es destacable el castillo del Conde. El edificio del Ayuntamiento (Hôtel de Ville), erigido en el siglo XVII y ampliado en el XIX, presenta un pedimento con una estatua ecuestre de Luis XIII (r. 1610-1643).

### Patrimonio de la Humanidad
Entre los elementos patrimoniales más destacables de Reims se encuentran tres edificios, nombrados Patrimonio de la Humanidad por la Unesco en 1991. Estas construcciones son la catedral de Nuestra Señora (famosa por ser la de la consagración de los reyes de Francia), la basílica de San Remigio y el palacio de Tau, residencia arzobispal. 
La catedral de Reims recibió el título de Patrimonio Mundial por parte de la Unesco por ser considerada «una de las obras maestras del arte gótico», en la que destaca «la utilización excepcional de las nuevas técnicas arquitectónicas del siglo XIII y el armonioso maridaje de la decoración escultórica con los elementos arquitectónicos».

## Deporte
| Equipo                         | Deporte     | Competición                            | Estadio               | Creación |
| ------------------------------ | ----------- | -------------------------------------- | --------------------- | -------- |
| Stade de Reims                 | Fútbol      | Ligue 1                                | Stade Auguste Delaune | 1934     |
| Champagne Châlons Reims Basket | Basquetball | Liga Nacional de Baloncesto de Francia | Complexe René-Tys     | 2010     |

## Ciudades hermanadas
- Florencia (Italia)
- Brazzaville (República del Congo)
- Canterbury (Reino Unido)
- Salzburgo (Austria)
- Aquisgrán (Alemania)
- Condado de Arlington  (Estados Unidos)
- Kutná Hora (República Checa)